# Процесс Галилея

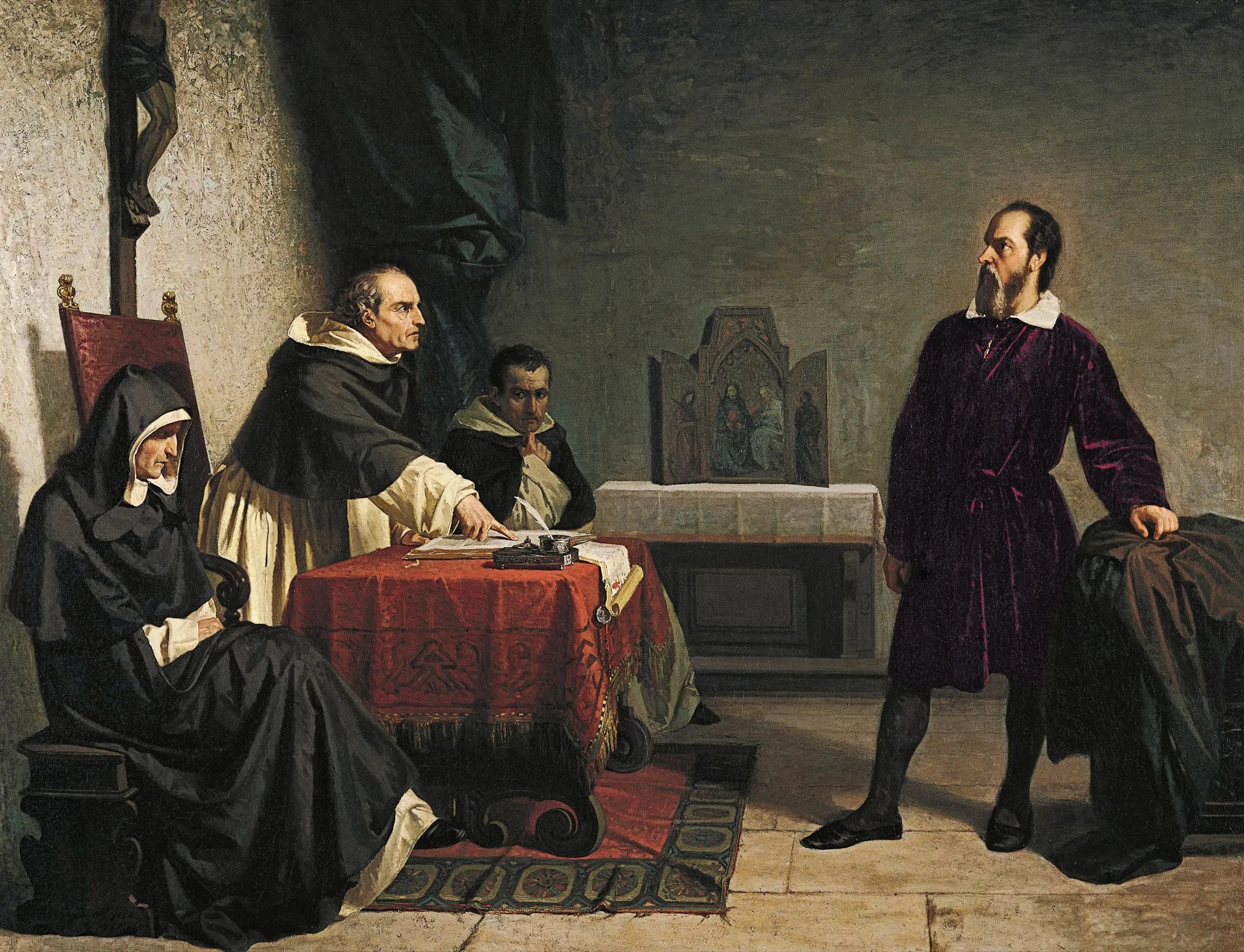
Галилей перед Инквизицией
(картина Кристиано Банти, 1857 год)

Проце́сс Галиле́я — инквизиционный процесс над 69-летним физиком и астрономом Галилео Галилеем, состоявшийся в 1633 году в Риме. Галилей был обвинён в публичной поддержке гелиоцентрической системы мира Николая Коперника, которую католическая церковь ранее, в 1616 году, осудила как еретическое учение. В результате процесса, несмотря на согласие отречься от коперниканства и покаяться, Галилей был приговорён к пожизненному заключению в тюрьме, которое вскоре было заменено на домашний арест и пожизненный надзор инквизиции.
Процесс Галилея впоследствии стал символом противостояния науки и религии — или, в более широком смысле, свободомыслия и догматического (политического или религиозного) учения, претендующего на абсолютную духовную монополию; ссылка на этот процесс часто используется как аргумент в полемике на подобные темы.

## Предыстория
Мне кажется, что Ваше священство и господин Галилео мудро поступают, довольствуясь тем, что говорят предположительно, а не абсолютно; я всегда полагал, что так говорил и Коперник. Потому что, если сказать, что предположение о движении Земли и неподвижности Солнца позволяет представить все явления лучше, чем принятие эксцентриков и эпициклов, то это будет сказано прекрасно и не влечёт за собой никакой опасности. Для математика этого вполне достаточно. Но желать утверждать, что Солнце в действительности является центром мира и вращается только вокруг себя, не передвигаясь с востока на запад, что Земля стоит на третьем небе и с огромной быстротой вращается вокруг Солнца,— утверждать это очень опасно не только потому, что это значит возбудить всех философов и теологов-схоластов; это значило бы нанести вред святой вере, представляя положения Священного Писания ложными… Рассудите же сами, со всем своим благоразумием, может ли допустить Церковь, чтобы Писанию придавали смысл, противоположный всему тому, что писали Святые Отцы и все греческие и латинские толкователи?
Ещё в молодости Галилей познакомился с книгой Коперника и стал убеждённым сторонником гелиоцентрической модели мира. Первоначально, в XVI веке, католическая церковь ещё снисходительно относилась к коперниканству, хотя многие видные теологи уже тогда осуждали его как ересь. Они указывали на то, что гипотеза о движении Земли прямо противоречит текстам Псалмов (Псал. 103:5), стиху из Экклезиаста (Екк. 1:5), а также эпизоду из «Книги Иисуса Навина» (Нав. 10:12), где, по их мнению, ясно говорится, что Земля неподвижна, а Солнце ходит вокруг Земли.
25 февраля 1615 года римская инквизиция, получив донос, завела первое дело против Галилея по обвинению в ереси. Встревоженный Галилей поехал в Рим, чтобы, как он писал другу, «раскрыть обман… и предотвратить любое решение, которое могло бы обернуться скандалом для Святой Церкви».
Позицию католической церкви проясняет письмо влиятельного кардинала Беллармино, направленное 12 апреля 1615 года теологу Паоло Антонио Фоскарини, защитнику коперниканства (см. врезку справа). Кардинал пояснил, что церковь не возражает против трактовки коперниканства как удобного математического приёма, но принятие его как реальности означало бы признание того, что прежнее, традиционное толкование библейского текста было ошибочным. А это, в свою очередь, пошатнёт авторитет церкви.
Для принятия решения по первому делу Галилея инквизиции требовалась чёткая официальная оценка коперниканства. 19 февраля 1616 года по запросу инквизиции перед теологической комиссией так называемых квалификаторов были поставлены на рассмотрение два положения, вобравшие в себя суть учения Коперника. 24 февраля на заседании экспертов и консультантов было решено вынести следующий вердикт:

Предположение I: Солнце является центром мироздания и, следовательно, неподвижно.

Возражение (лат. Censura). Все считают, что это заявление нелепое и абсурдное с философской точки зрения и, кроме того, формально еретическое, так как выражения его во многом противоречат Священному Писанию, согласно буквальному смыслу слов, а также обычному толкованию и пониманию Отцов Церкви и учителей богословия.

Предположение II: Земля не есть центр мироздания, она не является неподвижной и движется как целостное (тело) и к тому же совершает суточное обращение.

Возражение. Все считают, что это положение заслуживает такого же философского осуждения; с точки зрения богословской истины, оно, по крайней мере, ошибочно в вере.
Оригинальный текст (лат.)Propositio I: Sol est centrum et omnino immobilis motu locali.
Censura: omnes dixerunt dictam propositionem esse stultam et absurdam in philosophia et formaliter hereticam, quatenus contradicit expresse sententiis sacrae Scripturae in multis locis, secundum proprietatem verborum et secundum expositionem et sensum SS, Patrum et theologorum doctorum.
Propositio II: Terra non est centrum mundi nec immobilis, sed secundum se totam movetur etiam motu diurno.
Censura: omnes dixerunt hanc propositionem recipere eandem censuram in philosophia et spectando veritatem theologicam ad minus esse in fide erroneam.
— Латинский текст: O. Pedersen, Galileo and the Council of Trent: The Galileo Affair Revisited
26 февраля кардинал Беллармино по поручению Папы Павла V объявил Галилею о запрете «разделять и защищать» гелиоцентрические идеи (оставляя возможность рассматривать теорию Коперника как способ упрощения вычислений). Этим «увещеванием» Галилея Ватикан решил ограничиться — первому делу против учёного не был дан ход (его даже ни разу не вызвали на допрос в инквизицию), а 11 марта 1616 года Галилея тепло принял Папа Павел V.
5 марта 1616 года декретом конгрегации было запрещено издание книг, в которых гелиоцентризм признавался бы отражением реальности. Этим декретом книга Коперника «до её исправления» включалась в индекс запрещённых книг, где продержалась до 1835 года. В 1620 году рекомендованные исправления, представляющие гелиоцентризм лишь математической моделью, были опубликованы, и книгой, при условии внесения этих цензурных правок владельцем, можно было пользоваться снова.
Церковный запрет гелиоцентризма, в истинности которого Галилей был убеждён, был неприемлем для учёного. Галилей считал, что решение научных проблем следует искать путём сочетания опыта, наблюдений и логического мышления:

Мне кажется, что при обсуждении естественных проблем мы должны отправляться не от авторитета текстов Священного Писания, а от чувственных опытов и необходимых доказательств... Я полагаю, что всё касающееся действий природы, что доступно нашим глазам или может быть уяснено путём логических доказательств, не должно возбуждать сомнений, ни тем более подвергаться осуждению на основании текстов Священного Писания, может быть, даже превратно понятых.
Бог не менее открывается нам в явлениях природы, нежели в речениях Священного Писания... Было бы опасно приписывать Священному Писанию какое-либо суждение, хотя бы один раз оспоренное опытом.

Галилей вернулся во Флоренцию и стал размышлять, как, формально не нарушая запрета, продолжать защиту истины. В конце концов он решил издать книгу, содержащую нейтральное обсуждение разных точек зрения. Он готовился к написанию этой книги много лет, собирая материалы, оттачивая аргументы и выжидая благоприятного момента.

## Процесс

### Мотивация устроителей
В 1623 году новым Папой, под именем Урбан VIII, был избран кардинал Маттео Барберини, давний знакомый и почитатель Галилея, автор стихотворной оды в честь учёного. В апреле 1624 года Галилей поехал в Рим, надеясь добиться отмены запрета 1616 года. Он был принят со всеми почестями, награждён подарками и лестными словами, однако в главном вопросе ничего не добился. Запрет гелиоцентризма был отменён только два столетия спустя, в 1822 году.

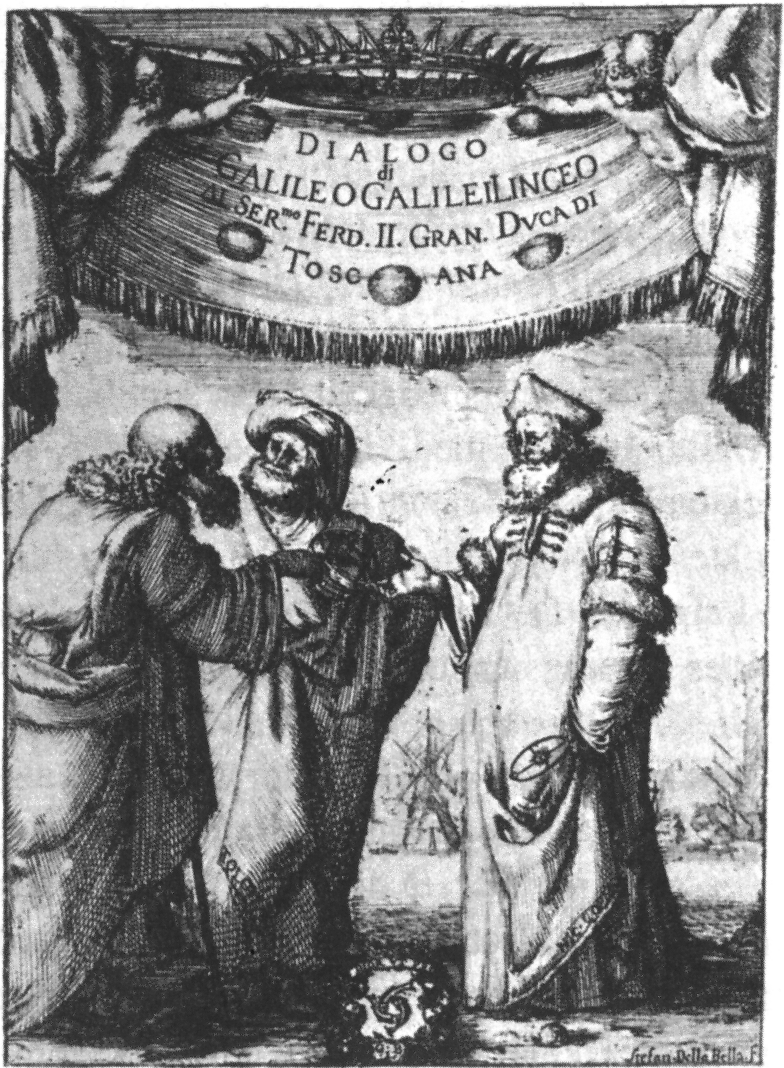
Фронтиспис «Диалога» Галилея

В марте 1630 года книга «Диалог о двух главнейших системах мира — птолемеевой и коперниковой», итог почти 30-летней работы, в основном завершена, и Галилей, решив, что момент для её выхода благоприятен, представил тогдашнюю версию своему другу, папскому цензору Риккарди. Почти год он ждал его решения, затем решил пойти на хитрость. Он добавил к книге предисловие, где объявил своей целью развенчание коперниканства, и передал книгу тосканской цензуре, причём, по некоторым сведениям, в неполном и смягчённом виде. Получив положительный отзыв, он переслал его в Рим. Римская цензура потребовала прислать им экземпляр окончательной версии для собственной оценки; Галилей, ссылаясь на трудности пересылки из-за эпидемии чумы, согласился прислать только предисловие и заключение. Наконец, летом 1631 года ватиканский секретарь Чамполи, симпатизировавший Галилею, прислал долгожданное разрешение от имени Папы. Впоследствии Папа Урбан отрицал, что он давал такое разрешение, Риккарди и Чамполи были смещены с их должностей.
В начале 1632 года «Диалог» вышел в свет. Книга написана в форме диалога между двумя сторонниками Коперника и Симпличио, приверженцем Аристотеля и Птолемея. В предисловии Галилей, со свойственной ему саркастической иронией, пишет о декрете 1616 года: «Некоторые безрассудно утверждали, что декрет явился результатом не трезвого исследования, но недостойной злобы; поговаривали даже, что виновникам его, как совершенно невежественным в астрономических вопросах, не следовало бы своими поспешными запрещениями обрезывать крылья мыслящих умов». Далее он обещает опровергнуть этих «некоторых». В действительности, хотя в книге нет авторских выводов, сила аргументов в пользу системы Коперника говорит сама за себя. Немаловажно, что книга написана не на учёной латыни, а на «народном» итальянском языке.
Галилей надеялся, что Папа отнесётся к его уловке так же снисходительно, как ранее к аналогичной по идеям его книге «Письма к Инголи» (1624), однако просчитался. В довершение всего он сам безрассудно разослал 30 экземпляров своей книги влиятельным духовным лицам в Риме. Сказалось и то, что незадолго перед тем (1623) Галилей вступил в резкий конфликт с иезуитами.

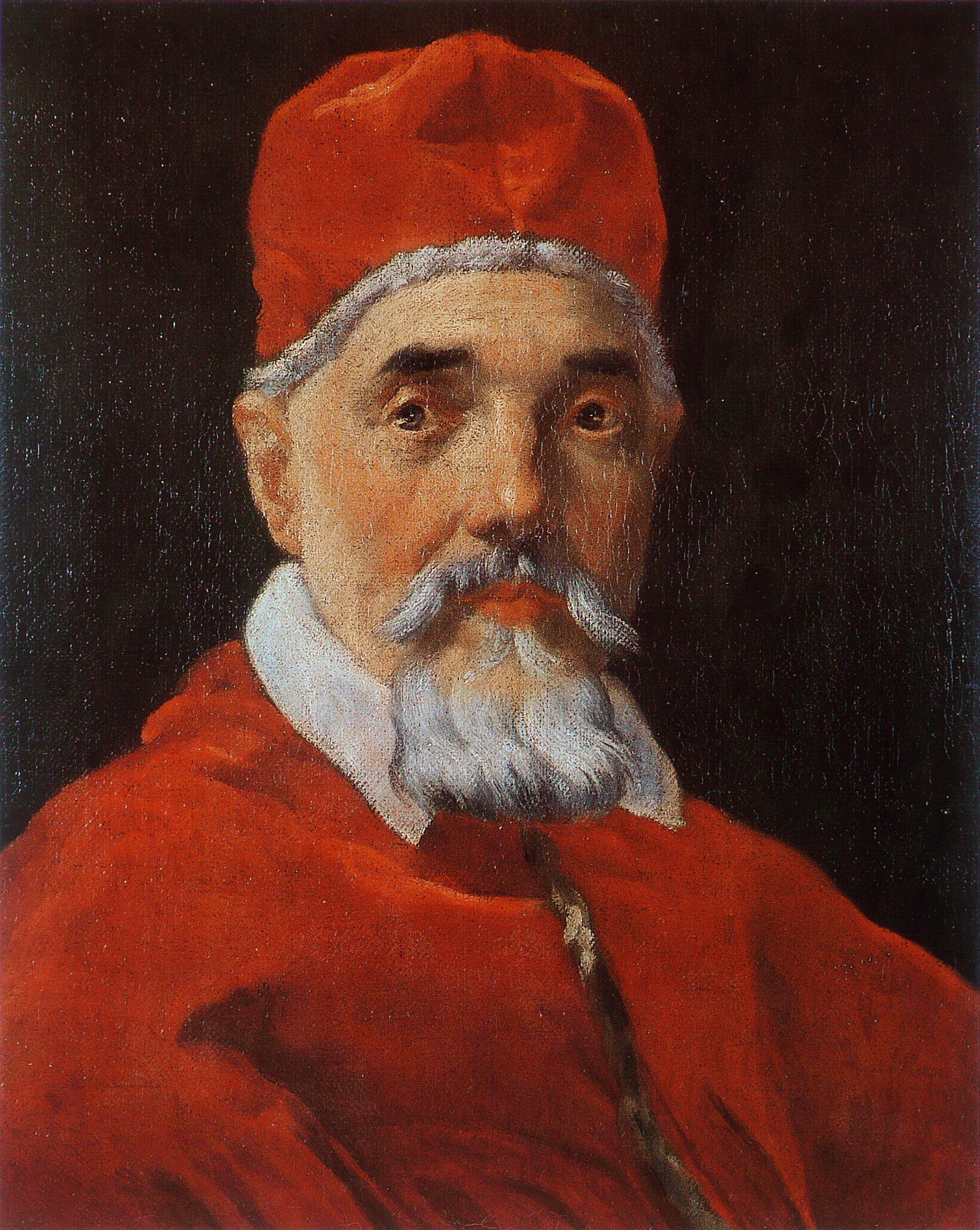
Папа Урбан VIII

Большинство биографов Галилея сходится во мнении, что в простаке-Симпличио римский Папа узнал самого себя, свои аргументы (из прежних бесед его с Галилеем), и посчитал это личным оскорблением. Историки отмечают такие характерные черты Урбана, как деспотизм, упрямство и невероятное самомнение. Сам Галилей позже считал, что инициатива процесса принадлежала иезуитам, которые представили Папе крайне тенденциозный донос о книге Галилея (см. ниже письмо Галилея к Диодати).
Существует и другая версия: надобность в процессе вытекала из насущной политической обстановки. Её сторонники опираются на тот факт, что престиж Папы Урбана VIII был тогда низким, как никогда прежде: сказались и его беззастенчивое покровительство родственникам за счёт церкви, и беспринципные интриги во время Тридцатилетней войны, когда Папа неожиданно вступил в союз с протестантской Швецией против католического австро-испанского блока. Посланник Модены писал из Рима, что Папа Урбан в ярости, «он потерял голову и делает величайшие глупости». В этой обстановке расправа над своевольным Галилеем должна была, по этой версии, послужить уроком для врагов Урбана VIII и укрепить авторитет Папы. Первая из этих двух версий более распространена — возможно, потому, что она лучше объясняет, отчего гнев Папы Урбана был настолько силён, что пережил и процесс, и Галилея, и даже (отчасти) самого Урбана.
Уже через несколько месяцев «Диалог» был запрещён и изъят из продажи, а Папа Урбан велел создать особую инквизиционную комиссию по рассмотрению вопроса. Покровитель Галилея, Великий герцог Тосканский Фердинанд II поручил Никколини, своему послу в Риме, заступиться за учёного, но успеха не имел. Никколини сообщил герцогу, что Урбан, разгневанный до предела, заявил ему: «Ваш Галилей вступил на ложный путь и осмелился рассуждать о самых важных и самых опасных вопросах, какие только можно возбудить в наше время». В своих письмах Никколини приводит слова раздражённого Урбана о Галилее: «Он запутал себя в сложном деле. Вещь очень опасная и книга крайне вредная. Дело хуже, чем думает великий герцог, — прошу ему написать… Поскольку Галилей нанёс своей книгой огромный вред религии, то великому герцогу, как христианскому государю, не следовало бы вмешиваться в это дело». Первоначально защитники Галилея надеялись, что дело ограничится требованием «исправить» книгу, но тут комиссия нашла материалы «увещания» Галилея в 1616 году, и тем самым он из неосмотрительного нарушителя церковных установлений превратился в «закоренелого». Тем не менее общий вывод комиссии, после перечисления прегрешений Галилея, был вначале сформулирован довольно мягко: «Всё это может быть исправлено, если будет признана некоторая полезность книги». В окончательной редакции (23 сентября 1632 года) эта фраза была вычеркнута.
1 октября 1632 года Галилея вызвали в Рим на суд Инквизиции по подозрению в ереси. После неудачных попыток добиться отсрочки по причине плохого здоровья и продолжающейся эпидемии чумы (Урбан на это пригрозил доставить его насильно в кандалах) Галилей подчинился, написал завещание, отбыл положенный чумной карантин и прибыл в Рим 13 февраля 1633 года. Никколини, по указанию герцога Фердинанда II, поселил его в тосканском посольстве.

### Судебное следствие

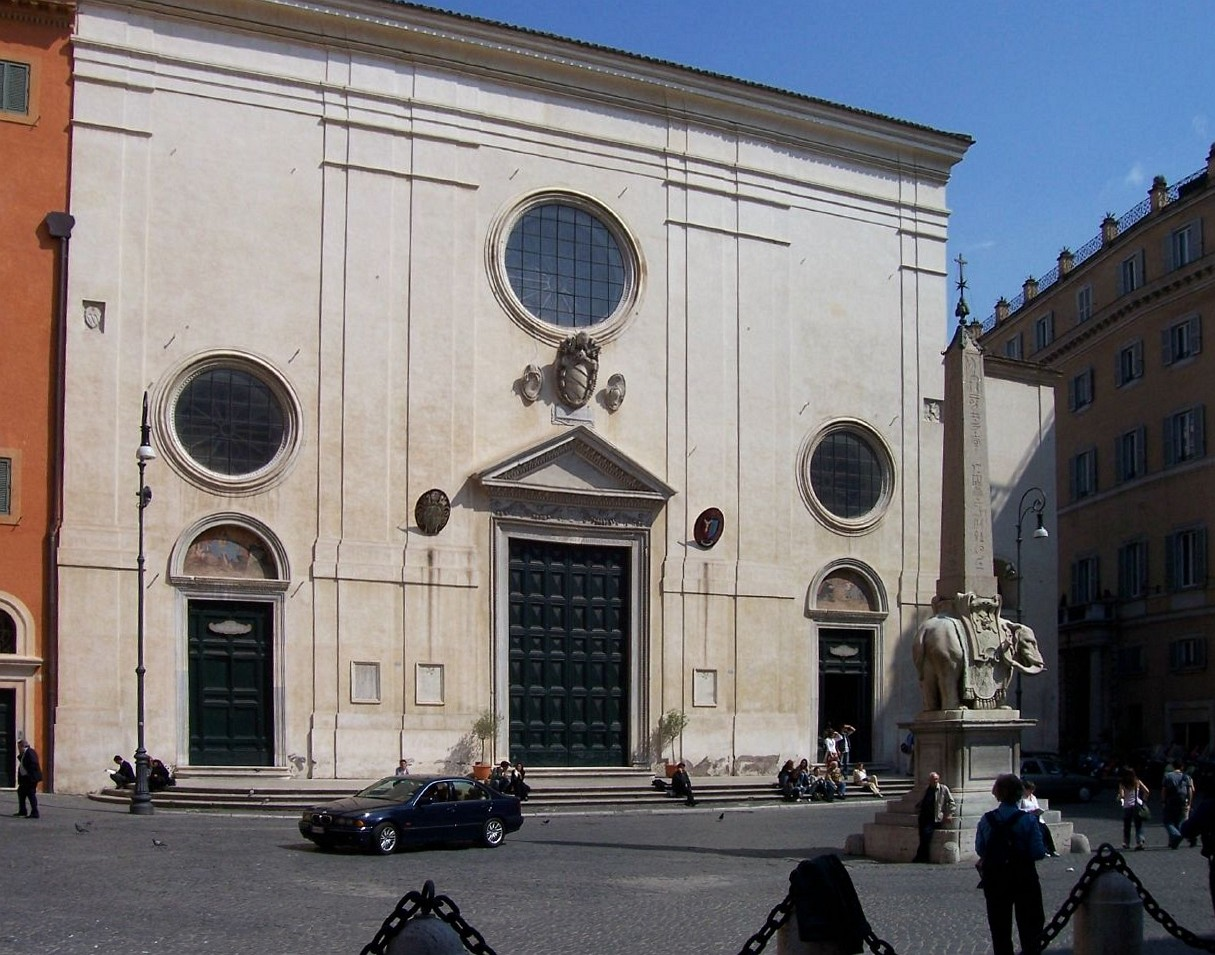
Здание Базилики Святой Марии, где проходил суд над Галилеем

Добившись приезда Галилея, инквизиция тем не менее не спешила с его вызовом. Первый допрос состоялся только спустя 2 месяца, 12 апреля 1633 года. Следствие тянулось с 12 апреля по 21 июня.
На первом допросе Галилею предъявили обвинение по нескольким пунктам, основными из которых были:
- Галилей в своей книге излагает запрещённое учение как истинное и приводит многочисленные аргументы в его защиту;
- он не полностью исполнил указания цензора, ввёл его в заблуждение относительно направленности книги и скрыл от него факт сделанного лично Галилею в 1616 году запрещения.

В первый же день инквизиция пустила в ход прямой подлог. В предъявленный Галилею протокол заседания инквизиции от 25 февраля 1616 года были добавлены слова о том, что Галилею якобы было официально предписано воздерживаться от защиты коперниканства «в каком бы то ни было виде». Эта фраза означала, что Галилей сознательно пошёл против церкви, и его следует квалифицировать не как «заблуждающегося», а как «закоренелого еретика», повторно впавшего в ересь и, как правило, подлежащего казни (именно по этой статье была казнена Жанна д'Арк). Современная тщательная криминалистическая экспертиза выявила явные признаки фальсификации документа, в частности, фразы «в каком бы то ни было виде» в оригинале не было. Однако Галилей проявил в том 1616 году благоразумную предусмотрительность и запасся письмом кардинала Беллармино, из которого ясно следовало, что официальной процедуры запрещения лично для Галилея в этом году не было, инквизиция ограничилась «увещеванием», нарушение которого влекло гораздо менее радикальные юридические последствия. Кроме того, Галилею в письме было предписано только «не защищать» коперниканство, но не было запрещено обсуждать его. После этого затея с подлогом была оставлена, и суд сосредоточился на первом, главном пункте обвинения.
Судя по сохранившимся документам и письмам, никакие научные темы на процессе не обсуждались. Основными были два вопроса: сознательно ли Галилей нарушил эдикт 1616 года, и раскаивается ли он в содеянном. В итоге учёный был поставлен перед выбором: либо он покается и отречётся от своих «заблуждений», либо его постигнет участь Джордано Бруно и многих других, казнённых инквизицией. Галилей не стал упорствовать и на первом допросе объявил, что не является коперниканцем, а в книге хотел не защитить, а развенчать мнение о движении Земли.

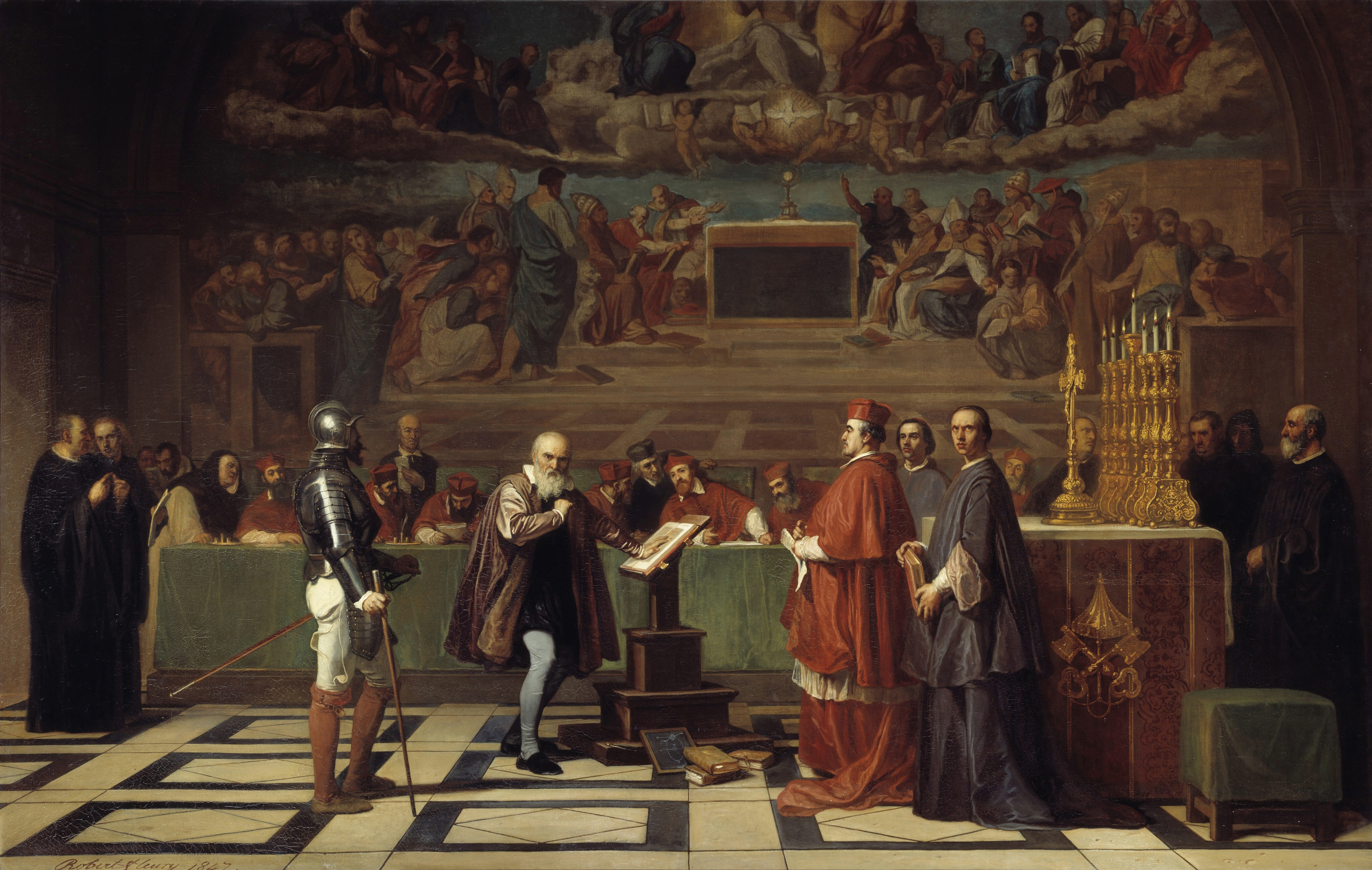
Галилей перед судом инквизиции. Картина Жозефа-Николя Робер-Флёри, 1847, Лувр.

По окончании допроса обвиняемого взяли под арест. Галилей провёл под арестом всего 18 дней (с 12 по 30 апреля 1633 года) — эта необычная снисходительность, вероятно, была вызвана согласием Галилея покаяться, а также влиянием тосканского герцога Фердинанда II, непрестанно хлопотавшего о смягчении участи своего старого учителя (Урбан как раз в это время вёл сложные переговоры о создании лиги итальянских
государей с целью не допустить прямого вовлечения Италии в Тридцатилетнюю войну, и поэтому был заинтересован в хороших отношениях с Великим герцогом Тосканы). Принимая во внимание многочисленные болезни и преклонный возраст узника, в качестве тюрьмы была использована служебная комната обвинителя в здании инквизиционного трибунала.
Тем временем учёный иезуит Мельхиор Инхофер и ещё два эксперта дали 12 апреля письменное заключение, согласно которому книга Галилея небеспристрастна — она приводит многочисленные аргументы в пользу коперниканского гелиоцентризма, но не содержит серьёзных аргументов в пользу иной точки зрения, поэтому книга нарушает запрет на пропаганду «пифагорейской доктрины» о вращении Земли.
На втором допросе, 30 апреля 1633 года Галилей признал, что приводя в книге аргументы сторонника Коперника, он «из тщеславия» увлёкся и придал этим аргументам бо́льшую силу, чем намеревался. Галилей предложил инквизиции дать ему возможность «исправить» свою книгу, но в этом ему было решительно отказано.

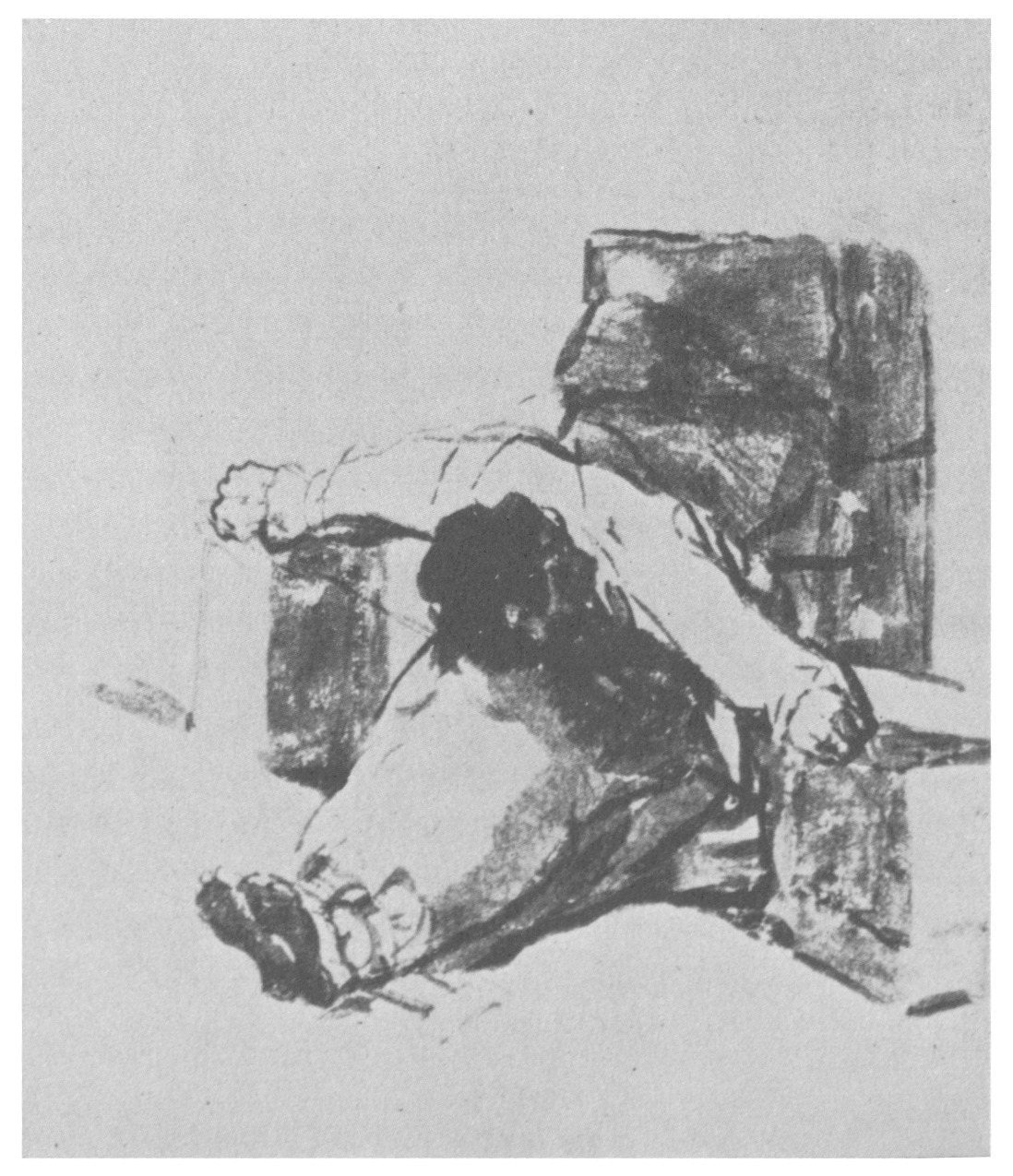
Франсиско Гойя. Галилей в руках инквизиции.

Историки исследовали вопрос, применялась ли к Галилею пытка в период заключения. Документы процесса опубликованы Ватиканом не полностью, а то, что увидело свет, возможно, подверглось предварительному редактированию. Тем не менее в приговоре инквизиции были обнаружены следующие слова:

Заметив, что ты при ответах не совсем чистосердечно признаёшься в своих намерениях, мы сочли необходимым прибегнуть к строгому испытанию.
Оригинальный текст (лат.) Cum vero nobis videretur non esse a te integram veritatem pronunciatam circa tuam intentionem: judicavimus necesse esse venire ad rigorosum examen tui.
— Приговор Галилею (лат.)

После «испытания» Галилей в письме из тюрьмы (23 апреля) осторожно сообщает, что не встаёт с постели, так как его мучает «ужасная боль в бедре». Биограф Галилея Е. А. Предтеченский пишет:

Что могло означать это «строгое испытание»? Очевидно, это не допрос или что-нибудь другое, напоминающее допрос, потому что все допросы и без того были нешуточными, а стало быть, не нужно было бы употреблять прилагательное «суровый» или «строгий» — «rigorosum», если бы речь шла о допросе; это — во-первых, а во-вторых, — потому, что и Никколини в своём письме говорит «о допросе и испытании», то есть отличает второе от первого. Кроме того, Либри в своей «Истории математических наук в Италии» говорит, что во всех сочинениях об инквизиции и во всех инквизиционных процессах «examen rigorosum» означает именно пытку и что пытка всегда употреблялась, когда сомневались в намерении подсудимого.

И. Р. Григулевич в своей книге «Инквизиция» также подтверждает, что термин «строгое испытание» подразумевал пытку. Всё же многие историки считают версию о применении пытки не доказанной; документально подтверждена лишь угроза пыткой, часто сопровождавшаяся имитацией самой пытки. В любом случае, если пытка и была, то в умеренных масштабах, так как уже 30 апреля учёного, по личному указанию Папы, отпустили обратно в тосканское посольство:

Достопочтенный брат Винченцо Макулано да Фиренцуола, Генеральный секретарь святой Римской и всемирной Инквизиции, ввиду плохого здоровья и преклонного возраста, вышеупомянутого Галилео Галилея, посоветовавшись сначала со Святейшим [Папой], приказал ему жить во дворце посла великого герцога Этрурии [Тосканы], объяснив ему, что названный дворец должен служить местом заключения, и что он не должен разговаривать ни с кем, кроме слуг и жильцов названного дворца, и являться в Инквизицию по всякому требованию под страхом наказания по усмотрению Святой Конгрегации.

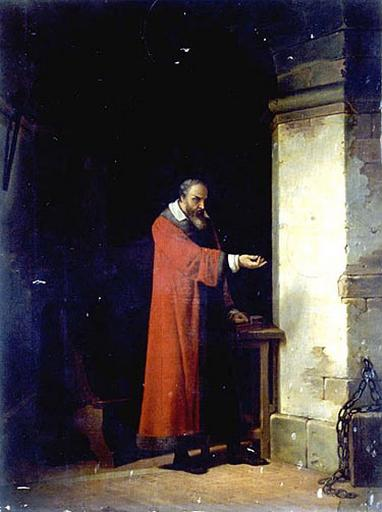
Жан Антуан Лоран. Галилей в тюрьме.

Третий допрос состоялся через 10 дней, 10 мая, и не содержал ничего нового. Никколини продолжал хлопотать о смягчении участи Галилея, но Урбан был непреклонен: «Я ещё раз повторяю, что нельзя сделать никакого облегчения Галилею… Синьор Галилей был моим другом; мы часто беседовали с ним запросто и ели за одним столом, но дело идёт о вере и религии».
16 июня Конгрегации был представлен итоговый документ обвинения (лат. Summarium processus causae). В нём перечислены накопившиеся за многие годы «прегрешения» Галилея — упоминаются старые доносы 1616 года, «увещевание» Беллармино, письма Галилея к Кастелли и к герцогине Лотарингской, общение с «еретиком» (протестантом) Кеплером, книга «Диалоги» и не вполне искренние ответы на первом допросе. Историк И. С. Дмитриев заметил, что Summarium представляет собой смесь правды, полуправды, умолчаний и откровенной лжи, причём все акценты смещены в сторону обвинения.
В тот же день, 16 июня, инквизиция провела пленарное заседание с участием Урбана VIII, который принял окончательное решение:

Ознакомившись со всем ходом дела и выслушав показания, Святейший определил допросить Галилея под угрозой пытки и, если устоит, то после предварительного отречения как сильно подозреваемого в ереси... приговорить к заключению по усмотрению Святой Конгрегации. Ему предписано не рассуждать более письменно или устно каким-либо образом о движении Земли и о неподвижности Солнца... под страхом наказания как неисправимого.

Этот документ содержит следы редактирования, и немецкий исследователь Вольвиль (Immanuel Wohlwill) высказал предположение, что в подлинном тексте предписывалось применить пытку, а не угрозу пытки.
Последний допрос Галилея состоялся 21 июня. Галилей подтвердил, что согласен покаяться; на этот раз его не отпустили в посольство и снова взяли под арест.

### Приговор и отречение
Так как ты, Галилео, сын Винченцо Галилея, флорентийца, имеющий 70 лет от роду, в 1615 году был обвинён в сей Священной канцелярии в том, что считаешь за истину и распространяешь в народе лжеучение, по которому Солнце находится в центре мира и неподвижно, а Земля движется вокруг оси суточным вращением… было решено, чтобы Высокопреосвященнейший кардинал Беллармино повелел тебе оставить это ложное мнение полностью.
И так как позже появилась книга, напечатанная во Флоренции в прошлом году, заглавие которой показывает, что ты её автор… вышеназванная книга была тщательно рассмотрена и было установлено, что вышеупомянутое предписание, данное тебе, было явно нарушено, поскольку в этой книге ты защищал названное  мнение, уже открыто осуждённое, хотя в этой книге ты с помощью различных уловок пытаешься создать впечатление, будто вопрос ещё не вполне решён, и говоришь [о теории Коперника] как о вероятной. Но это серьёзная ошибка, ибо мнение, объявленное противоречащим Священному Писанию, никоим образом не может быть вероятным…
Мы говорим, объявляем, приговариваем и заявляем, что ты, вышеназванный Галилео, по причинам, установленным в ходе суда и в чём ты признался, как сказано выше, оказался, согласно этой Святой инквизиции, сильно заподозренным в ереси, а именно: поддерживающим и верящим в учение, которое является ложным и которое противоречит Священному Писанию… Поэтому ты был подвергнут всем проверкам и наказаниям, предусмотренным и накладываемым священными канонами и всеми общими и частными узаконениями, направленными против правонарушителей подобного рода.
Мы постановили книгу «Диалог» Галилео Галилея запретить публичным указом. Мы осуждаем тебя на тюремное заключение в этой Священной канцелярии на срок, который будет определён по нашему усмотрению [Ti condaniamo al carcere formale in questo S.o Off.o ad arbitrio nostro].
22 июня 1633 года Галилею вручили заранее подготовленный текст отречения. Сначала объявили приговор (см. врезку справа): Полный перевод текста приговора приведён в книгах И. С. Дмитриева и И. Р. Григулевича; оригинальный итальянский текст см. в итальянской Викитеке.
Галилей признан виновным в распространении «ложного, еретического, противного Св. Писанию учения» о движении Земли. Приговор напоминал, что ещё в 1615 году Галилей был обвинён в поддержке «лжеучения Коперника» и в распространении этого лжеучения (в частности, в трактате «О солнечных пятнах» и в переписке с Кеплером и Кастелли), а также в трактовке Священного Писания по своему усмотрению. За это он был вызван к кардиналу Беллармино, где получил предписание «оставить это учение, не преподавать его другим, не защищать его и не толковать» под страхом тюрьмы.
Тем не менее, констатируется в приговоре, Галилей опубликовал книгу «Диалог Галилео Галилея о двух главнейших системах мира Птоломеевой и Коперниковой», которая нарушает данное предписание. Более того, цензурное разрешение на печать данной книги было получено с помощью «искусных хитростей».
С учётом раскаяния подсудимого, Галилей осуждается к тюремному заключению на срок, который установит Папа. Галилея объявили не еретиком, а «сильно заподозренным в ереси»; такая формулировка также была тяжким обвинением, однако спасала от костра.
Копии приговора по личному распоряжению Папы Урбана были разосланы во все университеты католической Европы.
После оглашения приговора Галилей зачитал текст отречения. В нём он поклялся, что «всегда веровал, теперь верую и при помощи Божией впредь буду верить во всё, что содержит, проповедует и чему учит святая Католическая и Апостольская Церковь». Он сознаёт, что находится «под сильным подозрением в ереси, то есть что думаю и верю, будто Солнце есть центр Вселенной и неподвижно, Земля же не центр и движется»; желая избавиться от такого обвинения, он клянётся «впредь никогда не говорить и не рассуждать, ни устно, ни письменно, о чём бы то ни было, могущем восстановить против меня такое подозрение».
Общеизвестна легенда, по которой после суда Галилей сказал «И всё-таки она вертится!». Однако доказательств тому нет. В своей книге Витторио Мессори пишет, что данный миф был создан и запущен в обращение в 1757 году журналистом Джузеппе Баретти.

## Жизнь Галилея после суда
Не желая портить отношения с тосканским Великим герцогом, Папа Урбан заменил осуждённому Галилею тюремное заключение на бессрочный домашний арест. В беседе с Никколини Урбан заверил: «Мы охотно сделали всё возможное по отношению к синьору Галилею из уважения к его высочайшему покровителю [герцогу]». После вынесения приговора Галилея поселили сначала на одной из вилл Медичи, затем во дворец его друга, архиепископа Пикколомини в Сиене, где он жил в режиме домашнего ареста. Спустя 5 месяцев, в результате многочисленных просьб Никколини, Галилею было разрешено вернуться домой в Арчетри, где ему было предписано «жить уединённо, ни к кому не обращаясь и никого не принимая у себя для бесед». Здесь он провёл остаток жизни под домашним арестом, как «узник инквизиции» и под постоянным её надзором.
Режим содержания Галилея мало отличался от тюремного, и ему постоянно угрожали переводом в тюрьму за малейшее нарушение режима. Галилею не дозволялось посещение городов, хотя тяжелобольной узник нуждался в постоянном врачебном наблюдении. В первые годы ему запрещено было принимать гостей под страхом перевода в тюрьму; впоследствии режим был несколько смягчён, и друзья смогли навещать Галилея — правда, не более чем по одному. Инквизиция следила за пленником до конца его жизни; даже при кончине Галилея присутствовали два её представителя.
Сохранилось письмо Галилея к его другу Элиа Диодати, адвокату парижского парламента (1634 год), где он делится новостями о своих злоключениях и их причинах. Письмо было послано через доверенное лицо, и Галилей в нём вполне откровенен:

 В Риме я был приговорён Святой инквизицией к заточению по указанию Его Святейшества... местом заточения для меня стал этот маленький городок в одной миле от Флоренции, со строжайшим запрещением спускаться в город, встречаться и беседовать с друзьями и приглашать их...
 
Когда я вернулся из монастыря вместе с врачом, посетившим мою больную дочь перед её кончиной, причём врач сказал мне, что случай безнадёжный и что она не переживёт следующего дня (как оно и случилось), я застал дома викария-инквизитора. Он явился, чтобы приказать мне, по распоряжению Св. инквизиции в Риме..., что я не должен был обращаться с просьбой разрешить мне вернуться во Флоренцию, иначе меня посадят в настоящую тюрьму Св. инквизиции...

Это происшествие и другие, о которых писать было бы слишком долго, показывает, что ярость моих весьма могущественных преследователей постоянно возрастает. И они в конце концов пожелали раскрыть своё лицо: когда один из моих дорогих друзей в Риме, тому около двух месяцев, в разговоре с падре Христофором Гринбергом, иезуитом, математиком этой коллегии, коснулся моих дел, этот иезуит сказал моему другу буквально следующее: «Если бы Галилей сумел сохранить расположение отцов этой коллегии, он жил бы на свободе, пользуясь славой, не было бы у него никаких огорчений и он мог бы писать по своему усмотрению о чём угодно — даже о движении Земли» и т. д. Итак, Вы видите, что на меня ополчились не из-за того или иного моего мнения, а из-за того, что я в немилости у иезуитов.

В конце письма Галилей высмеивает невежд, которые «подвижность Земли объявляют ересью» и сообщает, что намерен анонимно опубликовать новый трактат в защиту своей позиции, но прежде хочет закончить давно задуманную книгу по механике. Из этих двух планов он успел осуществить только последний, заложив тем самым основу классической механики. Опубликовать этот труд в Италии ему не разрешили, поэтому он передал рукопись в Голландию, для предосторожности сделав вид, что публикация произошла без его ведома (1638 год).
Галилей умер 8 января 1642 года, в возрасте 78 лет, в своей постели. Папа Урбан запретил хоронить Галилея в семейном склепе собора Санта Кроче во Флоренции. Похоронили его в Арчетри без почестей, ставить памятник Папа тоже не позволил.

## Последствия процесса
Результаты суда над Галилеем произвели тягостное впечатление на образованную Европу. Декарт отменил планы публикации уже готового философского трактата «Мир» (Le Monde), в котором движение Земли излагается в гелиоцентрическом духе. Осенью 1633 года Декарт писал Мерсенну об осуждении Галилея:

Это меня так поразило, что я решил сжечь все мои бумаги, по крайней мере никому их не показывать; ибо я не в состоянии был вообразить себе, что он, итальянец, пользовавшийся расположением даже Папы, мог быть осуждён за то, без сомнения, что хотел доказать движение Земли... Признаюсь, если движение Земли есть ложь, то ложь и все основания моей философии, так как они явно ведут к этому же заключению.

Декарт также предсказал, что «с теорией Коперника может случиться то же, что и с теорией антиподов, которая некогда была осуждена подобным же образом». Он имел в виду письмо папы Захарии святому Бонифацию (VIII век), в котором говорилось, что священник по имени Вигилий, утверждавший, будто на другой стороне Земли живут люди, должен быть наказан. Трактат Декарта «Мир» был опубликован только в 1664 году, посмертно.
Французский астроном-коперниканец Буллиальд, один из авторов закона всемирного тяготения, также приостановил издание своего труда «Астрономия Филолая» до 1639 года, причём в конце концов опубликовал книгу в Голландии без указания имени автора. Ряд учёных, в том числе и Декарт, переселились в более терпимые протестантские страны. Отметим также, что итальянская научная школа, ранее прославленная такими именами, как Леонардо да Винчи, Кардано, Торричелли, сам Галилей и многие другие, вскоре после осуждения Галилея переживает упадок длительностью в два столетия, и в списке выдающихся учёных этого периода практически нет итальянских имён.
Однако надолго приостановить победу гелиоцентризма Ватикану не удалось. Книга, дорого стоившая Галилею, сразу вызвала огромный интерес, судебный процесс этот успех только усилил. Осуждение Галилея привело к резкому росту спроса на книгу и, соответственно, её стоимости; только за лето 1633 года цена на «Диалог» выросла в 12 раз — с половины скуди до шести. В протестантских странах она была сразу переведена (с помощью вышеупомянутого Диодати) на латинский язык (1635) и выдержала несколько изданий, в скором времени появились переводы её на французский, английский и фламандский языки. Даже в католической Франции, несмотря на усилия кардинала Ришельё, осуждение гелиоцентризма не было утверждено Сорбонной (в 1635 году) и поэтому не имело силы на французской территории, а испанские власти, раздражённые политикой Урбана, отказались вносить «Диалог» в свою версию Индекса запрещённых книг.
Дополнительным ударом по геоцентризму стали открытые (в 1609 и 1619 годах) Кеплером три закона движения планет, и особенно его исключительно точные астрономические таблицы (опубликованные в 1627 году), составленные в рамках гелиоцентрической модели. Уже спустя полвека практически все видные учёные Европы стали коперниканцами, и истинность гелиоцентрической системы перестала быть предметом обсуждения.
Однако даже в следующем, XVIII веке, католический запрет гелиоцентризма всё ещё формально сохранял силу, хотя соблюдался в основном учёными-священниками. Например, влиятельный физик-атомист Руджер Бошкович, исследуя движение кометы с гелиоцентрических позиций, в предисловии к статье сделал оговорку: «Полный уважения к Священному Писанию и к декретам Святой инквизиции, я считаю Землю неподвижной. Однако для простоты объяснения я буду рассуждать, как будто она обращается, потому что доказано, что в обеих гипотезах видимые явления подобны». В 1760 году, когда два монаха, Жакье и Лесёр (Thomas Leseur), опубликовали французский перевод «Начал» Ньютона, они добавили собственное заверение, что переводчики не разделяют заблуждений Ньютона и «следуют постановлениям, изданным верховными первосвященниками против движения Земли». Церковный запрет коперниканства был официально снят только в 1822 году.
Историки указывают, что в конечном счёте процесс нанёс серьёзный ущерб не новой астрономии, а репутации католической церкви: «Урбан VIII открыл период неуклонного падения авторитета римской курии. Тридцатилетняя война подкосила её светский авторитет, процесс Галилея — её моральный авторитет». Сам Галилей также проницательно предупреждал: «Берегитесь, теологи, желающие сделать из вопроса о движении или покое Солнца и Земли догмат веры… Вы сами создаёте почву для ересей, считая без всякого основания, что Писание гласит то, что вам угодно, и требуя, чтобы люди знающие отрешились от собственного мнения и неопровержимых доказательств».

## Реабилитация
В 1737 году прах Галилея, как он и просил, был перенесён в семейный склеп собора Санта Кроче, где 17 марта он был торжественно погребён рядом с саркофагом Микеланджело Буонарроти. В 1758 году Папа Бенедикт XIV велел вычеркнуть работы, защищавшие гелиоцентризм, из «Индекса запрещённых книг»; впрочем, эта работа проводилась неспешно и завершилась только в 1835 году.
С 1979 по 1981 годы по инициативе Папы Иоанна Павла II работала комиссия по реабилитации Галилея, и 31 октября 1992 года Папа Иоанн Павел II официально признал, что инквизиция в 1633 году совершила ошибку, силой вынудив учёного отречься от теории Коперника. Тем не менее современные теологи Ватикана утверждают, что приговор Галилею был гуманным, а значительная доля вины за случившееся ложится на самого Галилея. К этой точке зрения присоединился и православный богослов Андрей Кураев. В 1980-х годах появилась версия Пьетро Редонди о том, что церковь судила Галилея за гелиоцентризм, чтобы спасти его от более тяжкого обвинения — в атомизме. Эта гипотеза в среде историков считается бездоказательной и не обсуждается, хотя и продолжает излагаться Кураевым; см. об этом: «Галилей и обвинение в атомизме».